# 1917
Pour le film, voir 1917 (film).
Cette page concerne l'année 1917 (MCMXVII en chiffres romains) du calendrier grégorien.
L'année 1917 est une année commune qui commence un lundi.

## En bref
- 6 avril : entrée en guerre des États-Unis.
- 9 avril : bataille d’Arras.
- 16 avril : bataille du Chemin des Dames.
- 20 mai-10 juin : paroxysme des mutineries dans l’armée française.
- 2 novembre : déclaration Balfour.
- 7 novembre : révolution d’Octobre.
- 10 décembre : le prix Nobel de la paix, le seul à être décerné lors de la Première Guerre mondiale, est attribué au Comité international de la Croix-Rouge[1].

## Événements

### Afrique
- 6 janvier : propositions de paix allemandes. L’Allemagne aurait secrètement proposé aux Alliés l’évacuation de la Belgique en échange du Congo belge[2].
- 12 janvier : François-Henry Laperrine est nommé commandant supérieur des territoires sahariens ; il prend possession de son commandement à Ouargla le 2 février[3].

- Janvier , Congo belge : capture du dernier roi des Luba Kasongo Nyembo par les autorités Belges[4].

- 17 avril : accords d’Akroma (Acroma ou Akramah)[5]. L’Italie accorde l’autonomie à la Cyrénaïque sous l’autorité de l’émir Idris.

- Mai : le Jamaïcain Marcus Garvey lance aux États-Unis la Universal Negro Improvement Association (UNIA)[6]. Elle prône le retour des Noirs en Afrique et exalte la race noire.

- 7 juin, Éthiopie : mise en service de la ligne de chemin de fer Djibouti-Addis-Abeba[7].

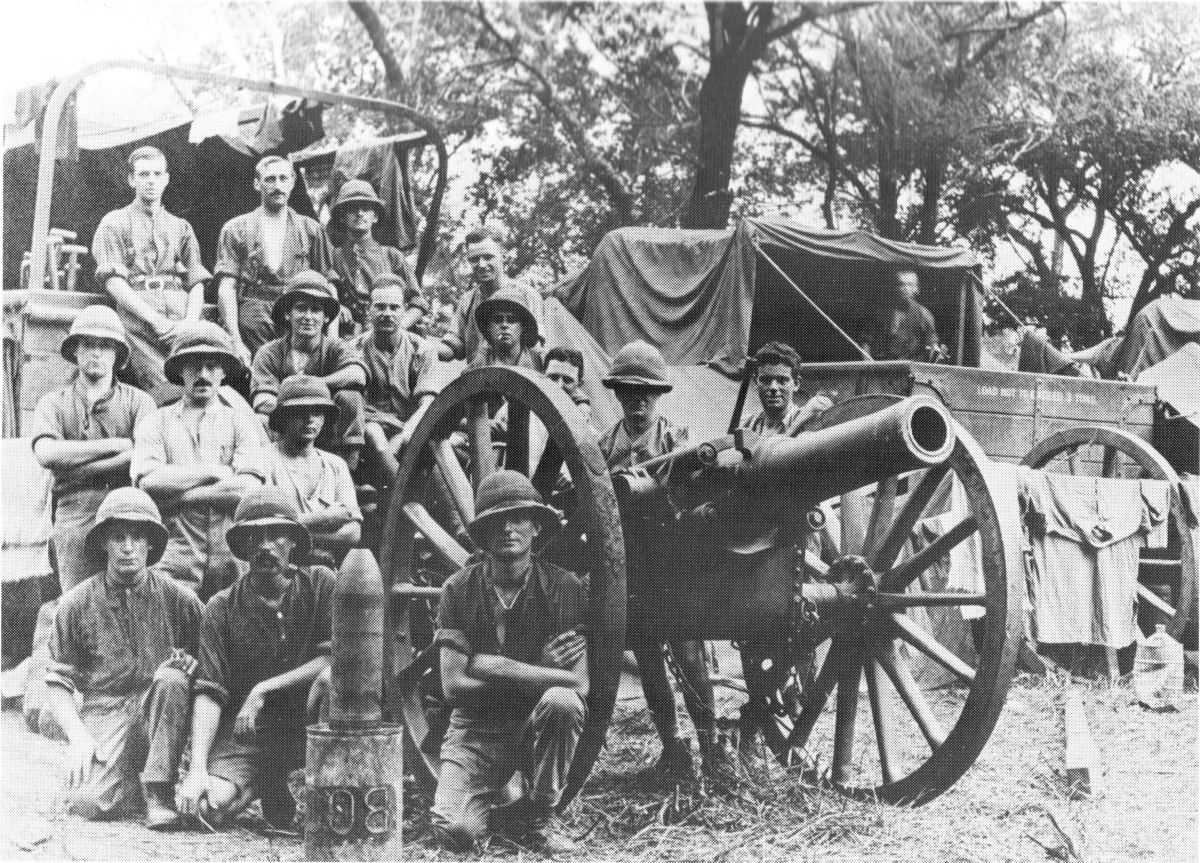
Artillerie sud-africaine en Afrique orientale.

- 5 juillet : reprise de l’offensive alliée en Afrique de l’Est, combinée avec les Belges, sous le commandement du général Van Deventer. Les premières escarmouches ont lieu le 6 juillet à Mnindi, sur la route de Mtshakama à Kilwa entre les King’s African Rifles et les Allemands, suivies du premier engagement frontal le 19 juillet à Narungombe[8].

- 25 septembre : fondation en Afrique du Sud de l’Anglo-American Corporation par Ernest Oppenheimer (diamants)[9].
- 9 octobre, Afrique de l’Est : prise de la position fortifiée de Mahenge par la force publique belge. Les forces allemandes de Lettow-Vorbeck doivent fuir encore plus au sud, puis le 28 novembre passent en Afrique orientale portugaise (Mozambique) pour y mener la guérilla[10].

- 15-18 octobre : victoire allemande de von Lettow-Vorbeck qui repousse les forces britanniques près de Mahiwa[8].

- 26 octobre : le général Laperrine quitte Ouargla en automobile et atteint In Salah le 6 novembre. Il continue sa tournée vers Kidal, Bamba et Tombouctou[3] et est de retour à Ouargla le 22 avril 1918[11].
- 28 novembre : victoire allemande sur les Portugais à la bataille de Negomano dans le nord du Mozambique[12].
- 25 novembre : création au Nigeria de l’United African Methodist Church, connus sous le nom de Eleja (poissonniers), en réaction à la polygamie[13].

- Les autorités de la province du Cap vident les trains amenant les Noirs vers les mines, pour protéger le Rand d’une extension possible du typhus, provoquant un scandale. À la gare de Sterkstroom (en), hommes et femmes sont dénudés, douchés et tondus avec brutalité. Il y a des morts[14].
- Hanoc Sindano de la Kitawala (ou Watchtower movement, influencé par les Témoins de Jéhovah), prêche contre les autorités coloniales en Rhodésie du Nord[15].
- Au Mozambique, les Barue, groupe apparenté aux Shonas vivant au sud du Zambèze, sont soumis aux Portugais qui procèdent à des enrôlements massifs pour leurs troupes. Divisés par des querelles de succession, ils ne réagissent pas. Mbuya, la prêtresse du dieu suprême Mwari, les exhorte à la révolte. Un des prétendants, Nongwe-Nongwe, se dresse contre les Portugais[16].

### Amérique
- 1er janvier : Emiliano Chamorro Vargas (conservateur), assure la présidence du Nicaragua (fin e le 1er janvier 1921[17].

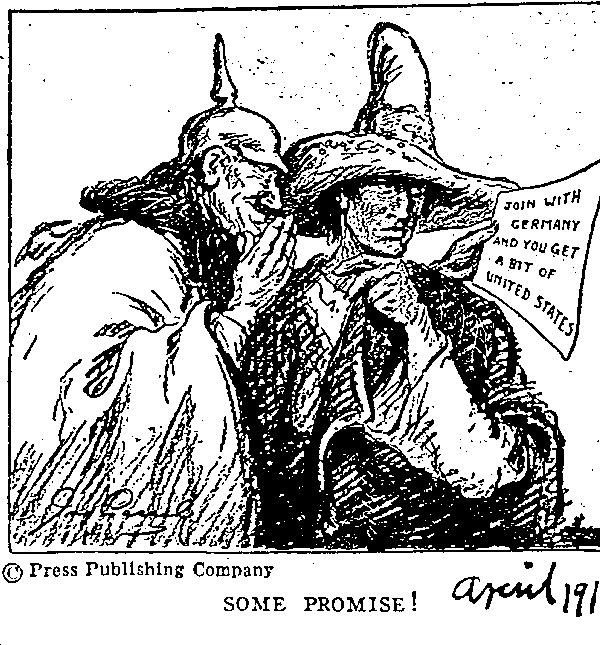
Affaire du Télégramme Zimmermann.

- 16 janvier : le ministre des Affaires étrangères de l’Empire allemand, Arthur Zimmermann, envoie un télégramme à l’ambassadeur allemand au Mexique, Heinrich von Eckardt, qui lui donne l’instruction de se mettre en contact avec le gouvernement mexicain et de lui proposer une alliance contre les États-Unis. Le télégramme est intercepté par le Royaume-Uni et son contenu accélère l’entrée en guerre des États-Unis[18].

- 5 février : le congrès de Querataro élabore une nouvelle constitution anticléricale et libérale comportant des mesures relatives au travail et à la protection sociale très radicales pour l’époque (entrée en vigueur le 1er mai)[19]. La Constitution prévoit également des réformes destinées à restreindre la possession des mines et des terres par les étrangers[20].
- 6 février : les États-Unis évacuent le territoire mexicain[19].

- 10 février : la chambelona. Révolte libérale à Cuba contre le président Mario Garcia Menocal[19].

- 2 mars : Jones–Shafroth Act (en) ; les Portoricains obtiennent la nationalité américaine[21].
- 4 mars : les États-Unis reconnaissent le gouvernement de Venustiano Carranza[19].
- 8 mars : début de l’intervention américaine à Cuba (1917-1922). Cinq cents Marines débarquent à Santiago de Cuba et en chassent les libéraux rebelles. Mario García Menocal reprend le pouvoir. Le 7 mai, il est réélu président par le Congrès (Emilio Núñez vice-président )[22].

- 11 mars : Venustiano Carranza est élu président du Mexique[20]. Il ne met pas en place toutes les mesures constitutionnelles et les troubles persistent.

- 6 avril : Le Congrès américain vote l’entrée en guerre des États-Unis aux côtés des Alliés. Les premières troupes américaines arrivent à Saint-Nazaire le 26 juin[18]. Elles sont envoyés sur le front de l’ouest le 21 octobre[23].
- 7 avril : Le Panama et Cuba déclarent la guerre à l’Allemagne ; neuf autres États latino-américains rompent leurs relations diplomatiques avec l’Allemagne : la Bolivie (7 avril), le Guatemala (27 avril), le Honduras (17 mai), le Nicaragua (19 mai), le Costa Rica (21 septembre), le Pérou (6 octobre), l'Uruguay (7 octobre), la République dominicaine et l’Équateur (7 novembre)[24].
- 13 avril : le gouvernement du Mexique établit l’impôt sur la production de pétrole. Carranza s’oppose aux compagnies pétrolières étrangères en déclarant que le pétrole est une ressource naturelle mexicaine[25].

- 3 mai : le corps expéditionnaire américain est constitué[26].

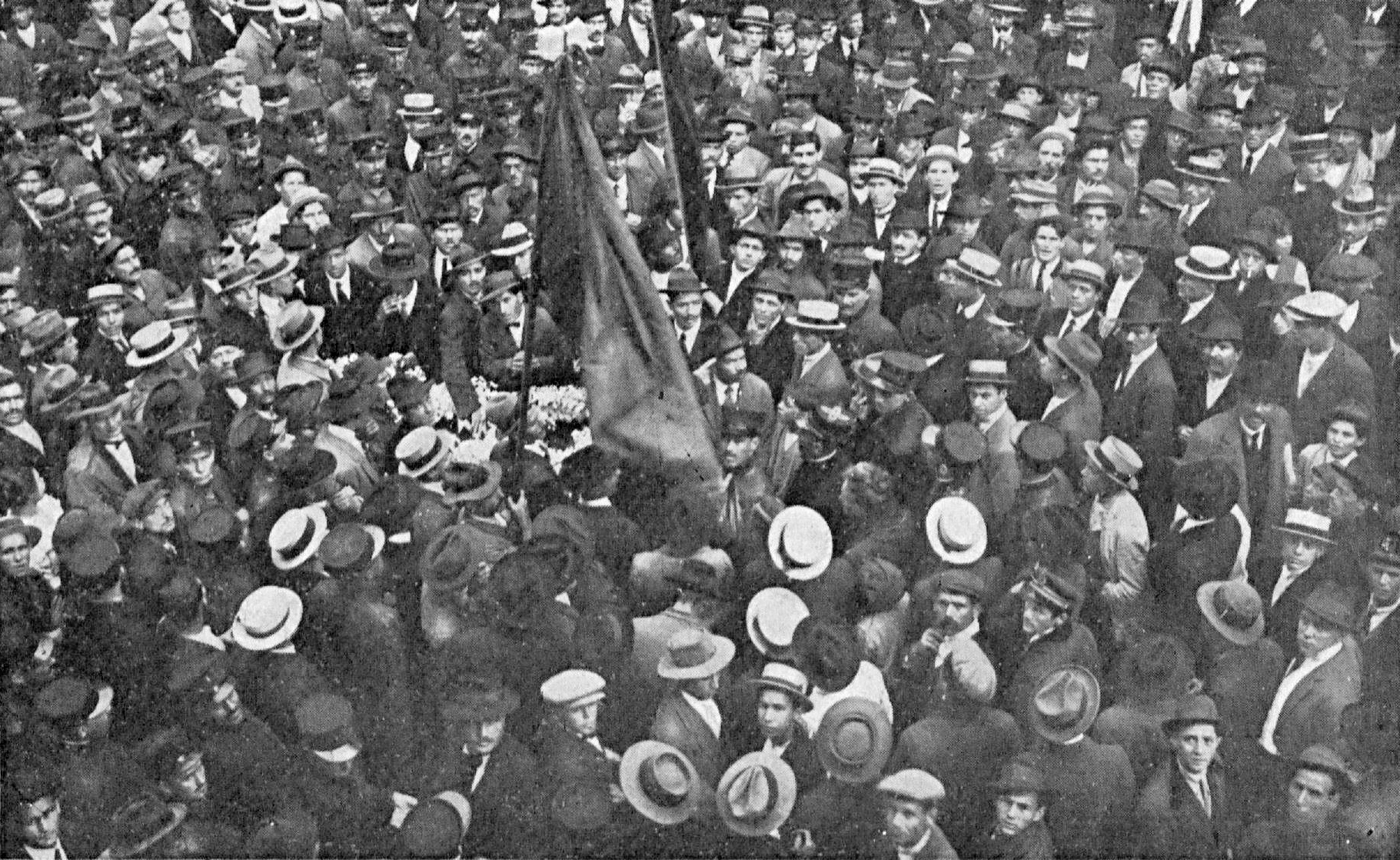
11 juillet : funérailles du cordonnier espagnol José Ineguez Martinez, tué dans un affrontement avec la police le 9 juillet lors des grèves de São Paulo.

- 9-16 juillet : agitation sociale au Brésil. L’appel à la grève générale lancé à São Paulo le 12 juillet est entendu par près de 45 000 travailleurs, pour demander des hausses de salaires[27]. La grève s’étend à Rio de Janeiro et force le gouvernement à renforcer son appareil répressif.
- 23 juillet : grève nationale portuaire à Valparaiso[28]. Recrudescence de l’agitation syndicale au Chili (1917-1919)[29].

- 26 octobre : le Brésil s’engage dans la Première Guerre mondiale aux côtés des Alliés, après avoir subi des attaques de sous-marins allemands contre ses bateaux de commerce[24].
- 25 novembre : une nouvelle constitution est approuvée par plébiscite en Uruguay[30]. Instauration du suffrage universel et d’un nouveau pouvoir exécutif, inspiré du système exécutif collégial suisse (Colegiado). Ce système fonctionne jusqu’en 1933.

- 6 décembre : explosion de Halifax[31].
- Décembre : des mesures coercitives portant sur l’assiduité aux cours déclenchent le début du mouvement de réforme du système universitaire à Córdoba en Argentine, à la fin de l’année[32],[29].

### Asie
- 17 avril, Motihari, Inde : Gandhi lance le mouvement (satyagraha) du Champaran au Bihar, pour soutenir les planteurs d’indigo contre les industriels anglais (fin le 6 octobre) ; il est arrêté puis relâché[33]. Il aide des mouvements paysans et ouvriers à s’organiser, ce qui lui permet de se faire connaître comme leader.

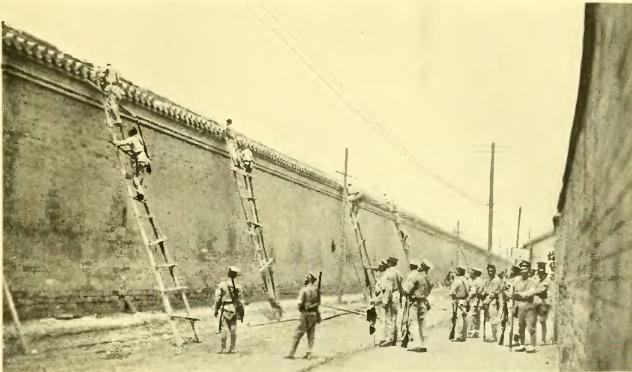
12 juillet : les troupes républicaines attaquent la Cité interdite. Échec de la tentative de restauration mandchoue en Chine.

- 10 mai : manifestation devant le Parlement chinois, exigeant que la guerre soit déclarée à l’Allemagne. Elle dégénère en émeute[34].
- 12 juin : en Chine, le président Li Yuanhong doit dissoudre le Parlement[34].
- 29 juin : Li Yuanhong rétablit la Constitution provisoire de Nanking de 1912[35].
- Juin : Sun Yat-sen prend la tête du mouvement pour la « protection de la Constitution » (hufa)[34].
- Nuit du 30 juin au 1er juillet : en Chine, le général Zhang Xun tente de restaurer la dynastie mandchoue au profit du prince Puyi, âgé de onze ans[36].

- 14 juillet : le général Duan Qirui entre dans Pékin. Le général Zhang Xun se réfugie dans la légation allemande. Le « parti des généraux » prend le pouvoir en République de Chine. Le président Li Yuanhong démissionne et laisse ses fonctions à Feng Guozhang[36].
- 17 juillet : en Chine, Sun Yat-sen, de retour de son exil au Japon, arrive à Canton où il réunit 130 parlementaires. Il reçoit le soutien de la flotte de Shanghai qui rallie Canton le 21 juillet et forme un gouvernement provisoire militaire en septembre[34].
- 22 juillet : le gouvernement siamois s’engage dans la Première Guerre mondiale aux côtés des Alliés[37].
- 26 juillet : le missionnaire Van de Loosdrecht est assassiné lors d’une révolte des Toraja contre les Néerlandais au Sulawesi du Sud[38].

- 14 août : la Chine entre dans la Première Guerre mondiale aux côtés des Alliés[36].
- 20 août : Edwin Montagu, secrétaire d’État à l’Inde, annonce la mise en place d’institutions autonomes dans le cadre de l’Empire britannique (réformes Montagu-Chelmsford)[39].

- 10 septembre : formation du gouvernement provisoire militaire de Canton. Sun Yat-sen le dirige avec le titre de « Grand maréchal »[40].
- 13 septembre : le gouvernement de Canton déclare la guerre à l’Allemagne[34].

- 6 octobre, Chine : début de la guerre civile et des hostilités entre les gouvernements de Pékin et de Canton[40].

- 2 novembre : accord Lansing–Ishii entre les États-Unis et le Japon[41]. L’empire du Japon, qui vient de s’emparer des possessions allemandes en Chine, renouvelle son adhésion à la « doctrine de la porte ouverte » et réaffirme son intention de respecter l’indépendance et l’intégrité territoriale de la République chinoise. Les États-Unis reconnaissent ses intérêts particuliers dans ce pays.
- 17 novembre : le chef des Kazakhs, Alikhan Boukeïkhanov, demande l’autonomie du pays et forme un éphémère gouvernement nationaliste[42] (Alash-Orda (13 décembre-26 août 1920[43].

- 10 décembre : proclamation de l’autonomie du Turkestan russe à Kokand par une conférence musulmane ; le soviet de Tachkent, créé en novembre, ne la reconnait pas et la ville est mise à sac en février 1918[44].

- Mongolie : révoltes anti-féodales dans les khanats tsetsen et touchétou[45].

### Proche-Orient
- 9 janvier, Palestine : les Britanniques prennent Rafa[46].
- 29 janvier : ouverture à Londres de la conférence interalliée sur l’Asie Mineure présidée par Arthur Balfour[47].

- 7 février : début des négociations entre le gouvernement britannique (Mark Sykes) et une délégation sioniste britannique (James de Rothschild, Chaïm Weizmann, Nahum Sokolow, Herbert Samuel, etc.) pour la création d’un foyer juif en Palestine[48].
- 24 février : les Britanniques reprennent Kut et occupent Bagdad le 11 mars[49].

- 26 mars : première bataille de Gaza. Les troupes britanniques venus d’Égypte sont arrêtées par les Turcs à Gaza[46].
  - Offensive du général John Maxwell sur le Sinaï. Sa progression est lente car la résistance ottomane est forte et les infrastructures logistiques (chemin de fer) sont longues à construire. Le 11 juin, Maxwell est remplacé par le général Allenby, qui déclenche à l’automne une grande offensive sur la Palestine[46].

- 6 avril : devant l’avance britannique, Djemal Pacha, commandant de la IVe armée ottomane, fait évacuer la population civile de la région de Tel Aviv-Jaffa, à l’exception des agriculteurs[50]. Environ 9 000 colons juifs se réfugient à Petah Tikva et en Galilée[51].

- 17 - 19 avril : deuxième tentative britannique sur Gaza[46].
- 19 avril : ouverture de la conférence de Saint-Jean-de-Maurienne. Le 26 avril, le traité de Saint-Jean-de-Maurienne (France, Royaume-Uni, Italie) sur le démembrement de l’Empire ottoman promet aux Italiens les provinces d’Antalya, Aydın, Konya et Izmir en Turquie. Il est ratifié entre le 18 août et le 26 septembre[52],[47].

- 16 juin : création du Comité central syrien par les Syriens de Paris, qui revendiquent la création d’une Syrie autonome au sein de l’Empire ottoman[53].

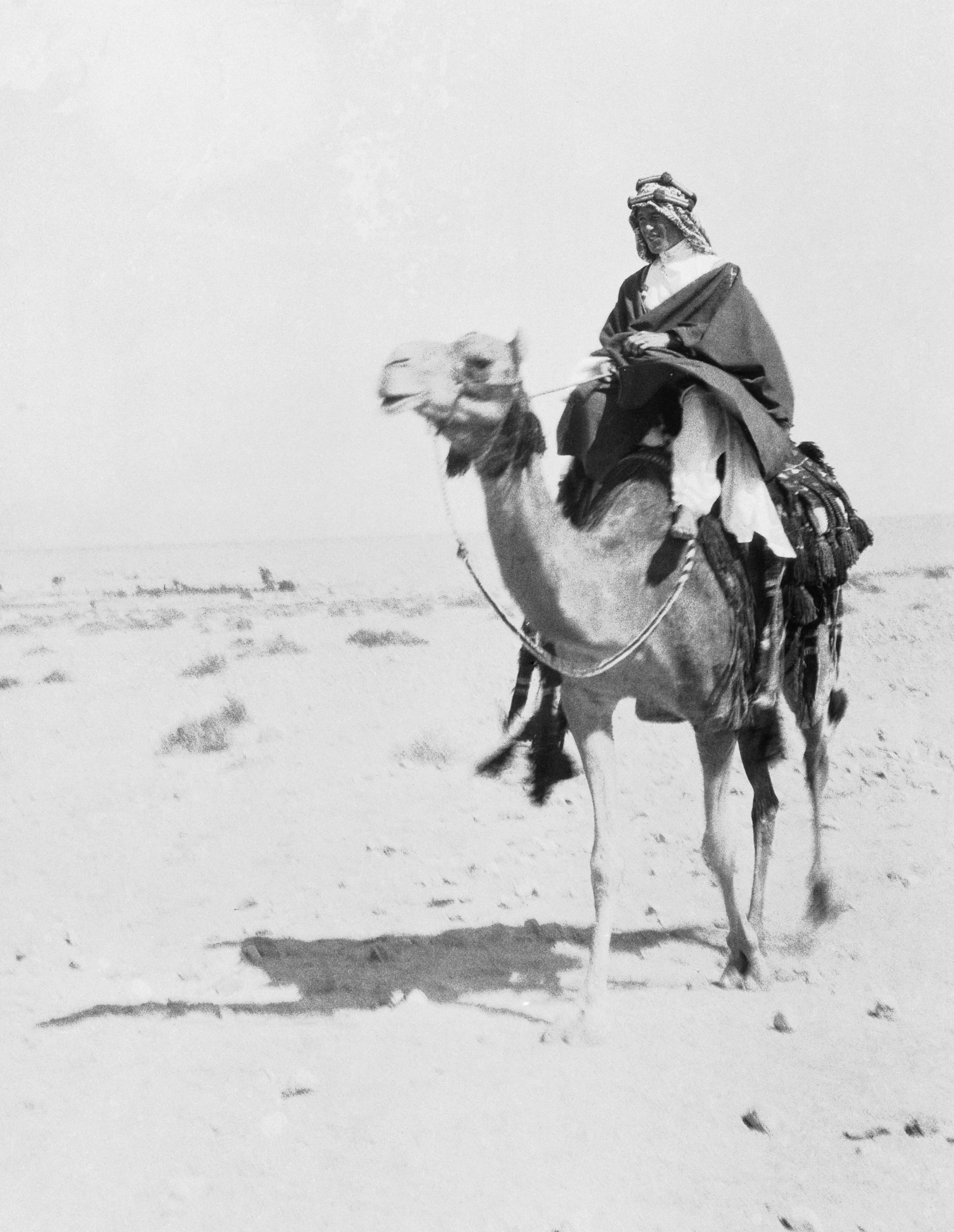
6 juillet : Lawrence d’Arabie à Aqaba.

- 6 juillet : prise d’Aqaba par les Arabes assistés de Lawrence d'Arabie[54].
  - Premiers succès de la révolte arabe au début de l’année. Ali et Abdallah maintiennent le blocus de Médine, tandis que Fayçal marche vers le nord et prend Aqaba en juin, ce qui lui permet d’être facilement ravitaillé par les Alliés. Fayçal mène ensuite une guérilla contre la ligne du Hedjaz et les communications ottomanes, gênant le mouvement des troupes vers l’Égypte. Fayçal continue, obtient le soutien des tribus transjordaniennes puis syriennes, s’empare des petites bourgades à l’est de la mer Morte, puis remonte vers Damas, remettant en question les termes de l’accord Sykes-Picot.

- 9 octobre : début du règne de Ahmed Fouad, sultan d’Égypte à la mort de Hussein Kamal[55].

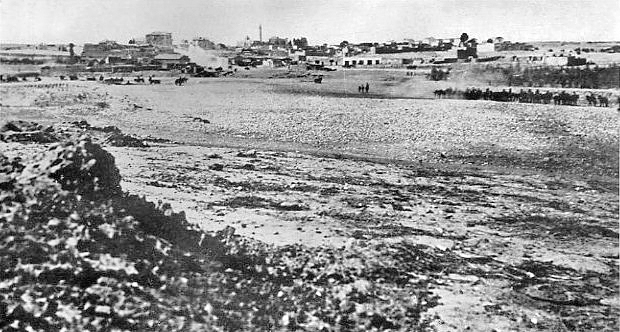
31 octobre : prise de Beersheba par les chevau-légers australiens.

- 31 octobre : offensive Allenby en Palestine. Troisième bataille de Gaza (fin le 7 novembre)[46]. Bataille de Beer-Sheva[54].

- 2 novembre : déclaration Balfour approuvant la création d’un foyer national juif en Palestine, à la condition que les droits des Arabes soient respectés[56]. Le Chérif de la Mecque, Hussein, donne son accord.
- 7 novembre : Gaza est prise par les forces du général sir Edmund Allenby[46].
- 17 novembre : prise de Jaffa[57].

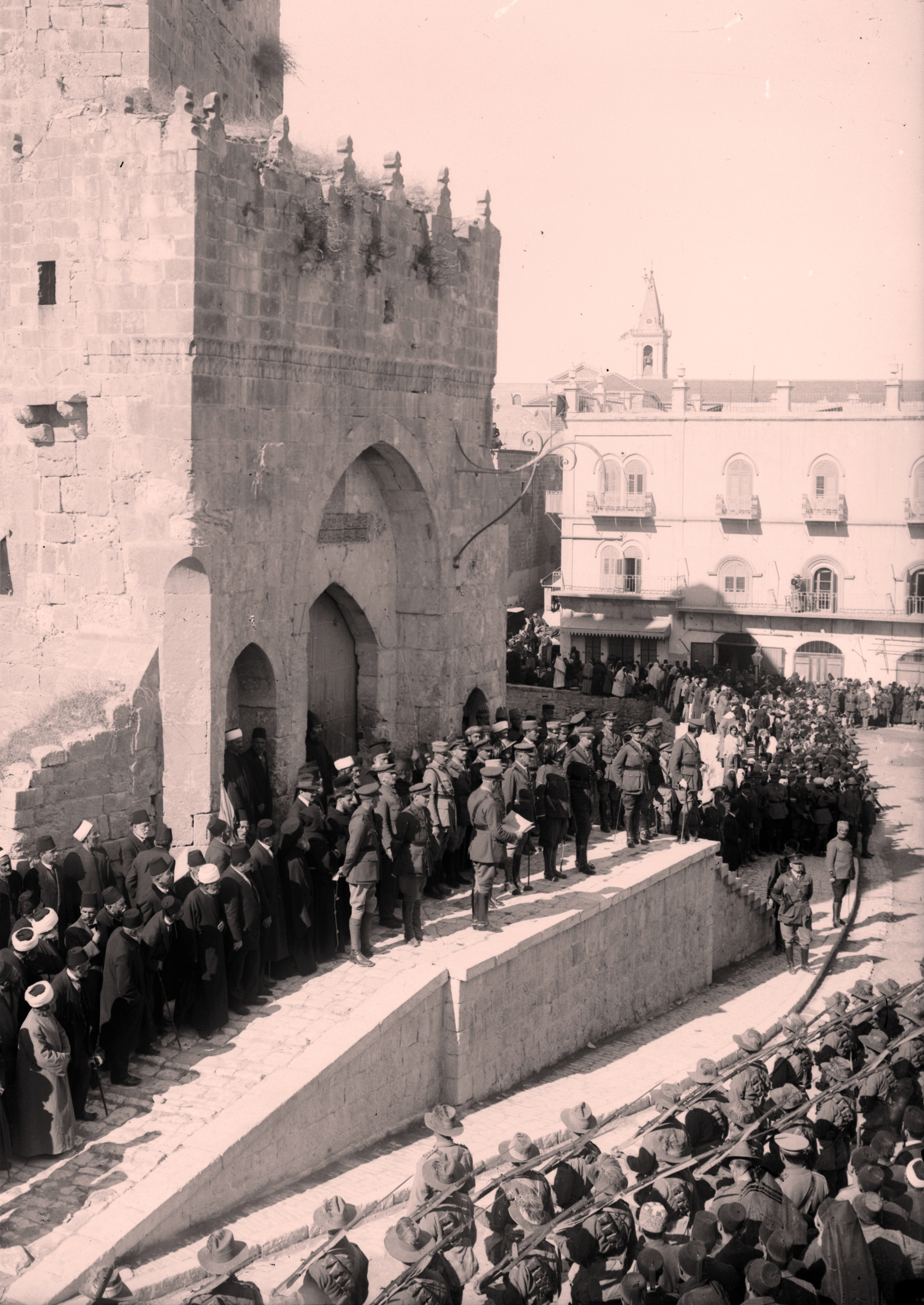
11 décembre : Allenby entre à Jérusalem par la porte de Jaffa. Georges-Picot, Lawrence et le général Gilbert Clayton sont derrière lui.

- 9 décembre : capitulation de Jérusalem[46].
- 11 décembre : Allenby fait une entrée officielle à Jérusalem et proclame la loi martiale. La Palestine, déjà frappée par les pénuries alimentaires résultant des prélèvements forcés effectués par l’armée ottomane, est en proie à une quasi-famine, aggravée par les invasions de sauterelles et la conscription des fellahin. Après la prise de Jérusalem, l’administration militaire britannique organise avec succès le ravitaillement de la population[59].

- 18 décembre : Armistice d’Erzincan entre l’Empire ottoman et la Russie soviétique[60].

- 27 décembre : échec d’une tentative ottomane de reprendre Jérusalem[46].

### Europe

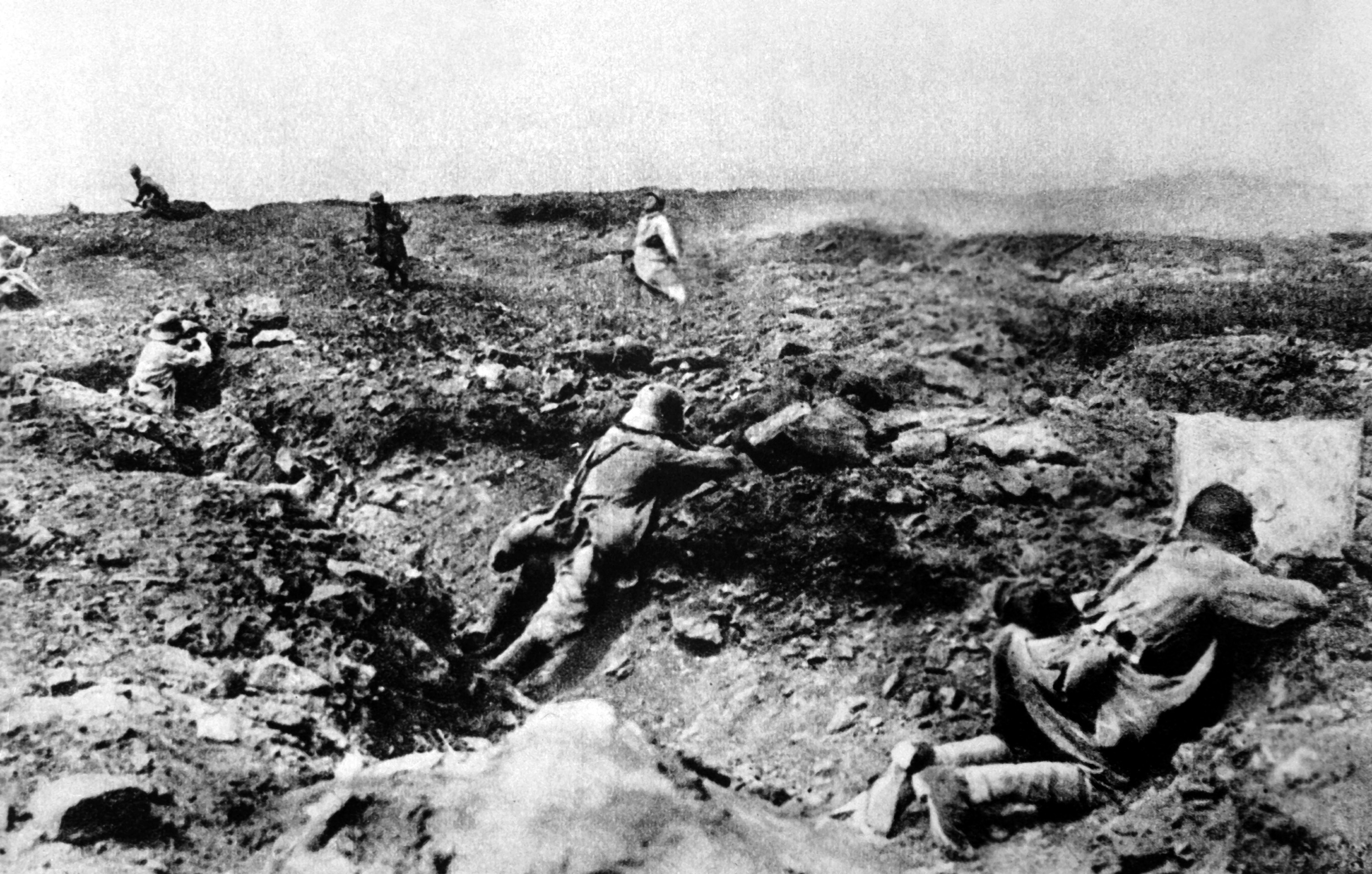
Assaut français sur les lignes allemandes en Champagne

- 5-7 janvier : conférence interalliée à Rome, la Consulta pour discuter de la situation de la Grèce[61].
- 20 janvier : les armées austro-allemandes et bulgares contrôlent la majeure partie de la Roumanie. Leur avance est stoppée sur le Siret grâce à l’appui des troupes russes. Le haut commandement allemand en Roumanie donne l’ordre à ses troupes de se cantonner à la défensive[62].
- 22 janvier : le président des États-Unis, Woodrow Wilson, plaide pour une paix sans vainqueurs[63].
- 31 janvier : début de la guerre sous-marine totale[64].

- 3 février : rupture des relations diplomatiques entre les États-Unis et l’Allemagne[64], après l’annonce par celle-ci d’un élargissement de la guerre sous-marine et l’interception d’un message allemand incitant le Mexique à entrer en guerre contre les États-Unis.
- 24 février : victoire alliée sur l’Ancre (Somme) ; les Allemands battent en retraite sur la ligne Hindenburg devant les Britanniques[65] (opération « Alberich ») entre le 15 et le 19 mars[66].

- 2 mars, Royaume-Uni : première réunion du cabinet de guerre impérial composé de dirigeants des Dominions[67]. Il officialise les buts de guerre politiques, qui visent à abattre la puissance allemande partout où elle peut constituer une menace pour l’Empire des Indes, c’est-à-dire au Moyen-Orient, en Afrique et en Océanie. En Europe, ils visent à amputer le Reich de l’Alsace-Lorraine et à placer la Belgique sous la protection des Alliés. Parallèlement, une conférence impériale débute le 20 mars[68].
- 5 mars, Suède : le cabinet Hammarskjöld, mis en échec devant les Chambres, remet sa démission au roi. Le pays connaît des difficultés de ravitaillement. L’autoritarisme du roi suscite de vives critiques et l’on parle de réviser la Constitution. Des troubles éclatent à Stockholm. Prudent, le roi renvoie le 30 mars le cabinet Hjalmar Hammarskjöld et fait constituer un ministère de transition dirigé par Karl Staaff. La Suède connaît une vague de troubles d’avril à juin, malgré un accord passé le 8 mai avec la Grande-Bretagne pour la fourniture de 90 000 tonnes de céréales[69].
- 11-22 mars, Front d’Orient : début de la bataille de Monastir ou du lac Prespa[70] ; prise de la cote 1248 par les Français (16-21 mars)[71].

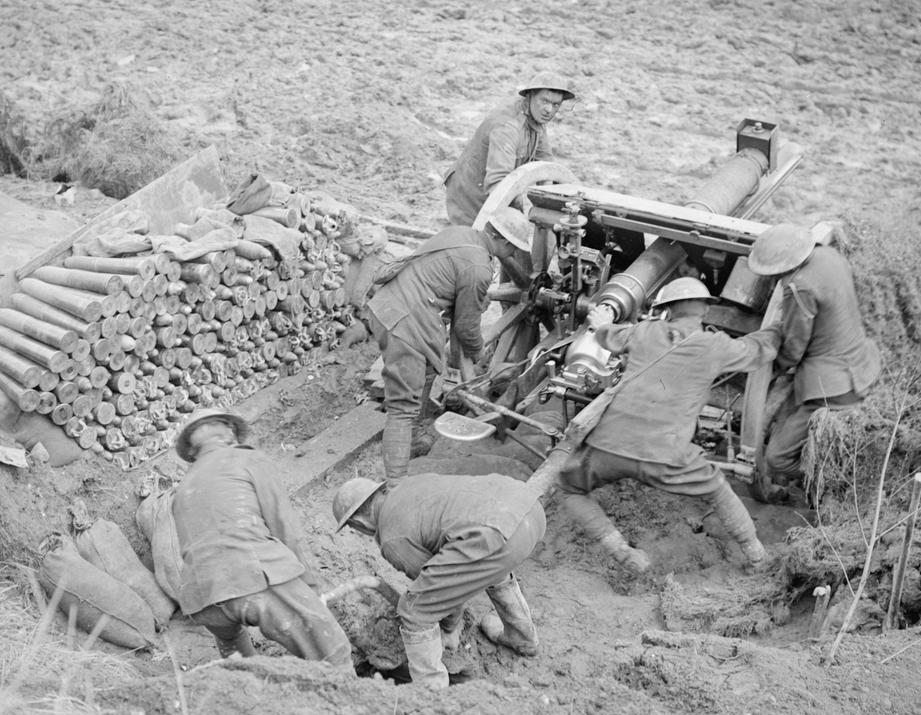
9 avril : bataille d’Arras

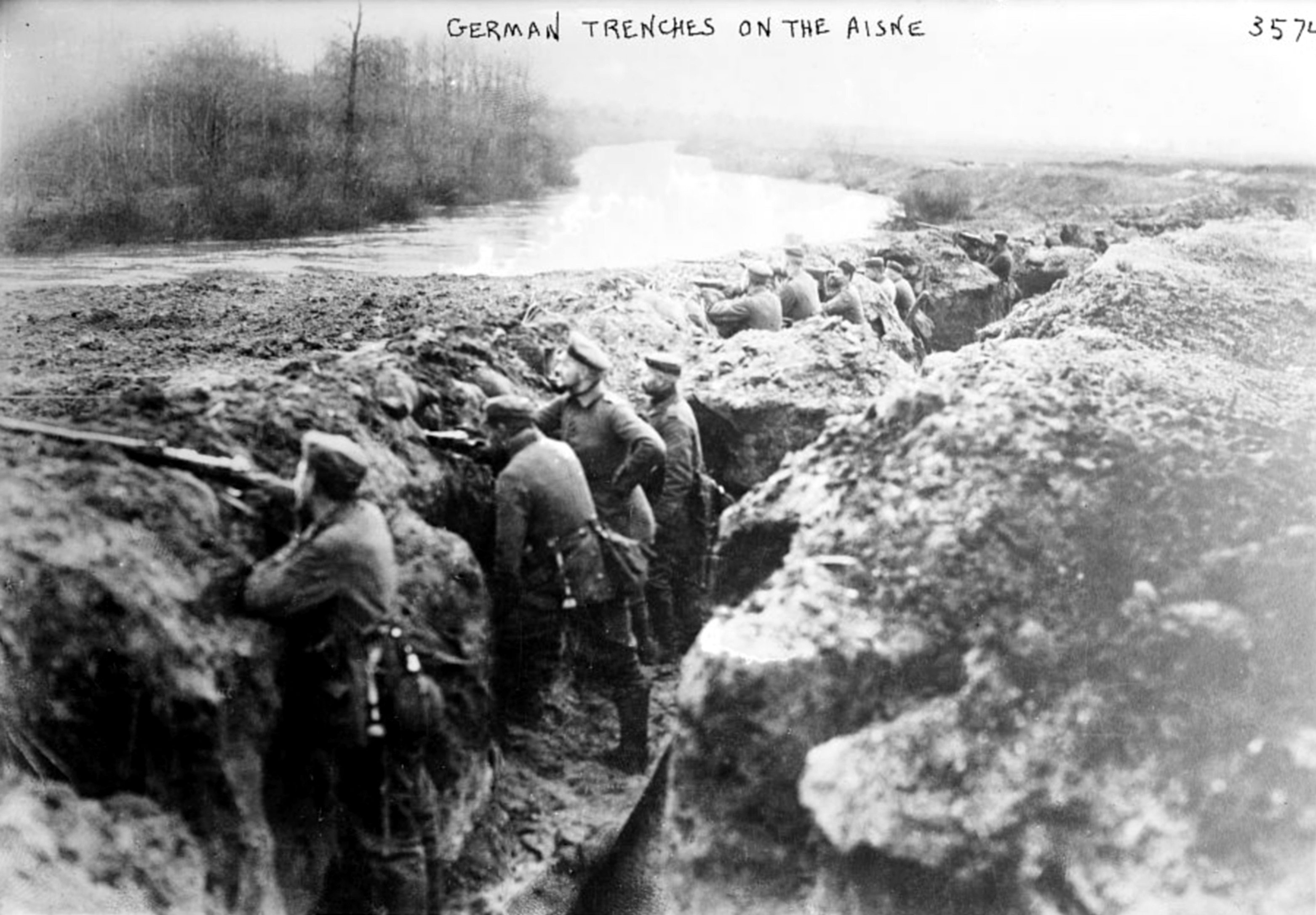
16 avril : bataille du Chemin des Dames. Tranchées allemandes sur l’Aisne

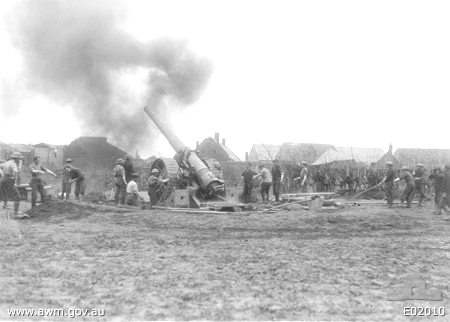
21 avril : début de la bataille de Bullecourt, pendant la bataille d’Arras (canon installé à Beaumetz-lès-Loges)

- 5 avril : le roi Ferdinand Ier de Roumanie adresse aux soldats du front une proclamation dans laquelle il promet aux paysans des terres et une plus large participation à la vie publique[72]. Le 14 juin, une assemblée constituante convoquée par Bratianu à Iasi vote une réforme agraire prévoyant la mise à la disposition des paysans de deux millions d’hectares et une réforme électorale introduisant pour l’avenir le suffrage universel[73].
- 6 avril : entrée en guerre des États-Unis aux côtés des Alliés[66]. Ils sauvent la Grande-Bretagne de la banqueroute.
- 6-8 avril : scission du parti social-démocrate en Allemagne et création du parti social-démocrate indépendant à Gotha[74] pour protester contre la politique de paix civile (Karl Liebknecht, Rosa Luxemburg, Eduard Bernstein).
- 9 avril : bataille d’Arras ; les Britanniques lancent l’offensive en Artois, entre Arras et Lens[64] (fin le 16 mai). Les Britanniques perdent 160 000 hommes, les Allemands de 120 à 130 000. Le 12 avril, quatre divisions du Corps canadien prennent la crête de Vimy[75].
- 12 avril : après la révolution de Février, le gouvernement provisoire accorde l’autonomie administrative aux Estoniens[76].
- 16 avril : début de l’offensive contre les lignes allemandes lancée par le général Nivelle au Chemin des Dames. L’offensive, qui se révèle très meurtrière — trente mille soldats en dix jours — entraîne des mutineries au sein de l’armée française dès le 17 avril[64]. Combats du plateau de Craonne : Les Ve (Mazel) et VIe (Mangin) armées françaises lancent l’offensive sur l’Aisne.
- 16-17 avril : grève massive en Allemagne (300 000 ouvriers)[77]. Les dirigeants syndicaux sont arrêtés.
- 17 avril - 20 mai : bataille des monts de Champagne[78]. Entrée en action des blindés français, 132 chars d’assaut Schneider et Saint-Chamond sur le front entre Laffaux et le nord de Reims[79].
- 20 avril : raid du pas de Calais[80].
- 23 avril : conférence austro-allemande de Kreuznach[81]. Charles Ier d’Autriche, pour débloquer la situation, propose de céder la Galicie à la Pologne à condition que l’Allemagne cède l’Alsace-Lorraine à la France. Le chancelier allemand Michaelis refuse. Charles Ier confie alors une mission secrète au prince Sixte Ier de Bourbon-Parme pour obtenir une paix de compromis avec la France. Le départ de Briand et la pression des partis militaristes en empêchent la conclusion.

- 5 mai : nouvel échec de l’offensive de Nivelle au Chemin des Dames. Elle est abandonnée le 9 mai, après avoir coûté 187 000 soldats français (tués, blessés et disparus) et 168 000 Allemands environ[82].
- 12-8 juin : dixième bataille de l’Isonzo[83]. Les forces italiennes du général Luigi Cadorna battent en retraite sur le front du Carso.
- 13 mai, Portugal : à Fátima, trois enfants affirment avoir vu la Vierge Marie[84].
- 15 mai :
  - Philippe Pétain remplace Nivelle comme commandant en chef des armées françaises après sa démission[66]. Foch est nommé chef d’état-major.
  - attaque austro-hongroise sur le barrage d’Otrante[85].
- 20 mai-10 juin : paroxysme des mutineries dans l’armée française[66] ; 68 des 112 divisions sont touchées ; 629 soldats sont jugés et condamnés et 50 d’entre eux sont exécutés.
- 27 mai[86] : le pape Benoît XV promulgue le nouveau Code de droit canonique, préparé par Pie X.
- 30 mai : ouverture du parlement de Vienne pour la première fois depuis le début de la guerre. Déclaration de Mai présenté par Anton Korošec qui demande la réunification de tous les Slaves du sud de la monarchie en une unité autonome[87]. Les députés tchèques proposent la constitution d’un État confédéral dont la Bohême (agrandie de la Slovaquie) formerait la troisième composante avec l’Autriche et la Hongrie[88]. Le projet est rejeté par l’empereur Charles Ier d’Autriche, en raison de l’opposition des Magyars.

- 1er juin : manifeste demandant la légalisation des « juntes de défense » en Espagne. Face à la menace révolutionnaire, les militaires constituent des « juntes de défense » que le pouvoir civil affaibli doit légitimer. L’opposition (39 députés et 20 sénateurs réunis à Barcelone) réclame la tenue de Cortes constituantes le 5 juillet[89].
- 7 juin : victoire britannique à la bataille de Messines au sud d’Ypres[66].
- 13 juin : le général John Pershing, commandant en chef du corps expéditionnaire américain, débarque à Boulogne-sur-Mer[66].
- 10-25 juin : bataille du Mont Ortigara, en Italie[8].
- 26 juin : débarquement à Saint-Nazaire des premières troupes américaines[90].
- 29 juin : la Grèce entre dans la guerre aux côtés des Alliés[90].

- 1er juillet : début de l’Offensive Kerenski des Russes en Galicie (fin le 19 juillet)[91].
- 2 juillet : adoption d’un système de convois pour le trafic transatlantique. Il réduit les pertes navales des Alliés causées par les sous-marins allemands[92].
- 14 juillet, Allemagne : le chancelier Bethmann-Hollweg démissionne sous la pression de généraux et de chefs de parti. Georg Michaelis, chancelier (fin en novembre)[93].
- 19 juillet :
  - motion de paix votée à la majorité au Reichstag allemand condamnant les conquêtes territoriales, sur initiative de Matthias Erzberger[93].
  - l’armée allemande oblige les Russes à évacuer la Galicie[91].
  - l’assemblée des parlementaires espagnols se réunit à Barcelone en dépit des interdictions gouvernementales[89].
- 20 juillet : déclaration de Corfou prévoyant la création d’un État des Slovènes, Croates et Serbes sous l'égide de la dynastie Karađorđević[94].

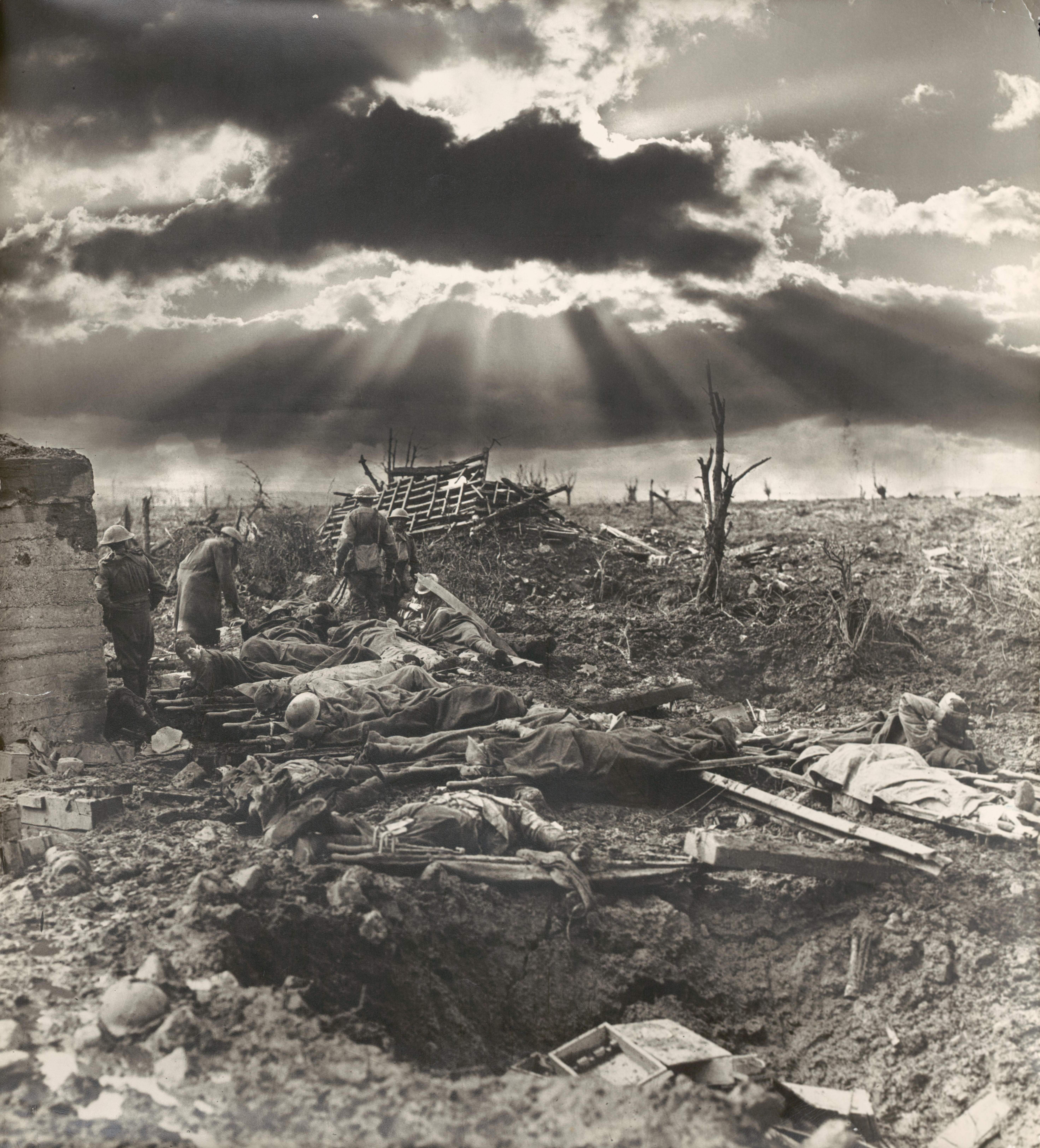
31 juillet : troisième bataille d’Ypres. Le matin sur Passchendaele

- 31 juillet : début de la bataille de Passchendaele. Offensive britannique dans les Flandres dirigée par le général Douglas Haig[95].
- 1er août : appel du pape Benoît XV à une « paix blanche »[90].
- 2 août : le ministre hongrois de l’Instruction publique Albert Apponyi retire toutes subventions aux écoles roumaines de Transylvanie[96]. Il poursuit une politique systématique de magyarisation des écoles, fait expulser ou arrêter des prêtres orthodoxes et impose un métropolitain docile.
- 6 août - 2 septembre : victoire décisive roumaine à la bataille de Marasesti[97].
- 7 et 8 août : négociation Armand-Revertera, sur l’initiative de la France, en Suisse, avec l’Autriche[98] (fin en février 1918).
- 8 août : fondation à Braga du Centre catholique portugais[99] (antirépublicain).
- 11 août, Royaume-Uni : le travailliste Henderson, converti à l’idée d’une paix de compromis avec l’Allemagne, quitte le gouvernement[100].
- 13 août, Espagne : grève générale réprimée par le régime à Madrid et à Barcelone[101]. L’agitation sociale, partie de Valence, Bilbao et Saint-Jacques-de-Compostelle en juillet, s’étend à l’ensemble du pays. Début du « Triennat bolchevique » (fin en 1920). Émeutes collectivistes en Andalousie, grèves insurrectionnelles, terrorisme en Catalogne, réprimé dans le sang par le gouverneur Martínez Amido (1921)[102].
- 15 - 25 août : bataille de la cote 70. Les Canadiens s’emparent d’un observatoire allemand près de Lens, mais ne parviennent pas à prendre la ville[103].
- 16 août : succès de l’offensive franco-britannique dans les Flandres au nord d’Ypres[8].
- 19 août-12 septembre : succès de l’offensive italienne des troupes du général Capello et du duc d’Aoste sur le plateau de Bainsizza[83]. Les combats font 200 000 morts en deux mois durant l’été. Les mutineries et les désertions se multiplient tandis que l’arrière-pays se révolte.
- 20-24 août : offensive française à Verdun[104].

- 1er-16 septembre[105] : élections en Suède. La coalition de gauche (libérale et socialiste) l’emporte. Le roi accepte la constitution d’un gouvernement dirigé par un libéral, Edén, comprenant plusieurs socialistes, dont Hjalmar Branting (début du régime parlementaire)[69].

- 2 septembre : l’amiral Alfred von Tirpitz fonde à Königsberg le parti allemand de la patrie (Deutsche Vaterlandspartei)[106], qui milite en faveur d’une « paix victorieuse », annexionniste[107].
- 3 septembre : les troupes allemandes prennent Rīga[108].
- 5 - 12 septembre : réunion à Stockholm de la conférence socialiste internationale qui s’achève par un appel à la grève générale internationale[109].
- 11 septembre : disparition en vol de Georges Guynemer[110].
- 20 septembre :
  - deuxième bataille des Flandres : les troupes de Haig s’emparent du bois d’Inverness et lancent l’offensive entre Ypres et Menin[111].
  - le Comité national polonais, installé à Paris après l’effondrement de l’Empire russe et présidé par Roman Dmowski et Ignacy Paderewski, partisans de la Triple-Entente, est reconnu par les gouvernements alliés[112].

- 11-18 octobre : opération Albion dans le golfe de Riga[113].

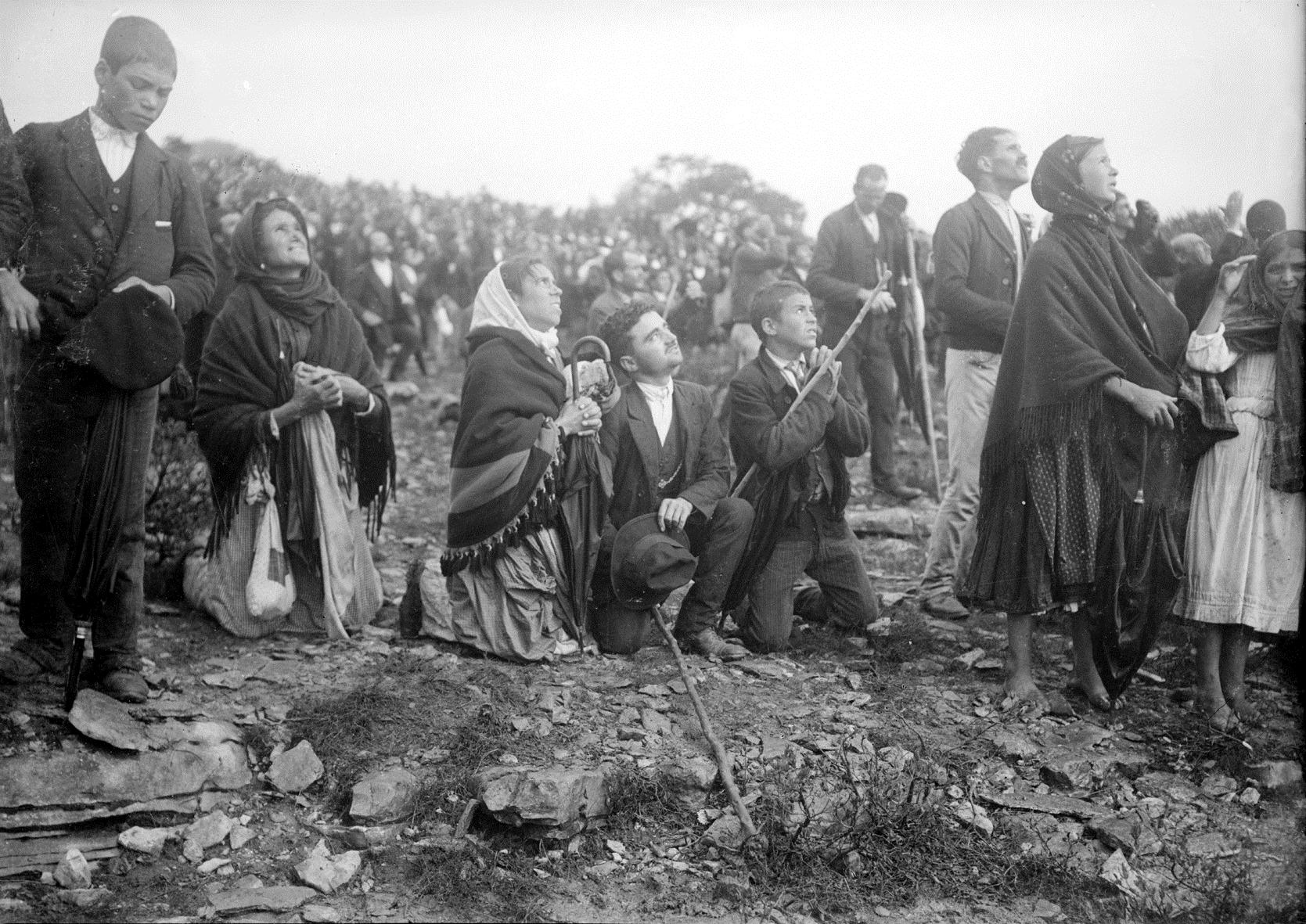
13 mai : Miracle du soleil. Photographie publiée dans la presse le 13 octobre

- 13 octobre : dernières des apparitions mariales de Fátima et observation du miracle du soleil par des dizaines de milliers de personnes.
- 19 octobre : gouvernement de coalition du libéral Nils Edén en Suède (fin en 1920). Le social-démocrate Karl Hjalmar Branting est ministre des Finances (fin en 1918)[114].
- 24 octobre : Pétain lance une offensive contre le fort de La Malmaison qui permet la reconquête du nord-ouest du Chemin des Dames[115].
- 24 octobre - 9 novembre : offensive autrichienne surprise victorieuse en Italie. L’armée impériale franchit le Tagliamento, atteint la Piave et fait 300 000 prisonniers. Lors de la bataille de Caporetto dans la vallée de l’Isonzo, les Italiens sont sévèrement battus par les Autrichiens[90]. Le front est enfoncé sur 50 km et les pertes sont considérables. Luigi Cadorna est remplacé au haut commandement par le général Diaz. L’armée tient sur la ligne du Piave, aidée par des divisions franco-britanniques.
- 30 octobre : l’assemblée des parlementaires espagnols se réunit à Madrid ; elle réclame la limitation du pouvoir royal et la création d’un Sénat reflétant les institutions autonomiques[89].

- 1er novembre : Georg von Hertling, chancelier en Allemagne[93].
- 3 novembre, Espagne : gouvernement de concentration nationale de Manuel García Prieto[116], coalition éphémère entre conservateurs, libéraux (turno) et Lliga catalana du modéré Francesc Cambó, suivi de treize crises ministérielles entre 1917 et 1922.
- 7 novembre : réunis à Rapallo, les Alliés décident de créer un Conseil supérieur de guerre interallié[117].
- 17 novembre : seconde bataille de Heligoland[118].
- 20 novembre - 6 décembre : bataille de Cambrai[119].
- 23 novembre : publication dans les Izvestia et la Pravda du contenu de l'accord secret Sykes-Picot sur le dépeçage de l'Empire ottoman.
- 26 novembre : à la suite de la Révolution bolchevique, la Russie soviétique signe un cessez-le-feu séparé avec l’Allemagne[120].
- 29 novembre : révision de la Constitution aux Pays-Bas[121] ; suffrage universel masculin, représentation proportionnelle, règlement de la guerre scolaire. Réformes sociales : journée de huit heures, assurance vieillesse. Verzuiling (1917-1940), cloisonnement des « diverses conceptions religieuses, philosophique ou politique et les groupes correspondants, solidement organisés avec l’aide de l’état »[122].

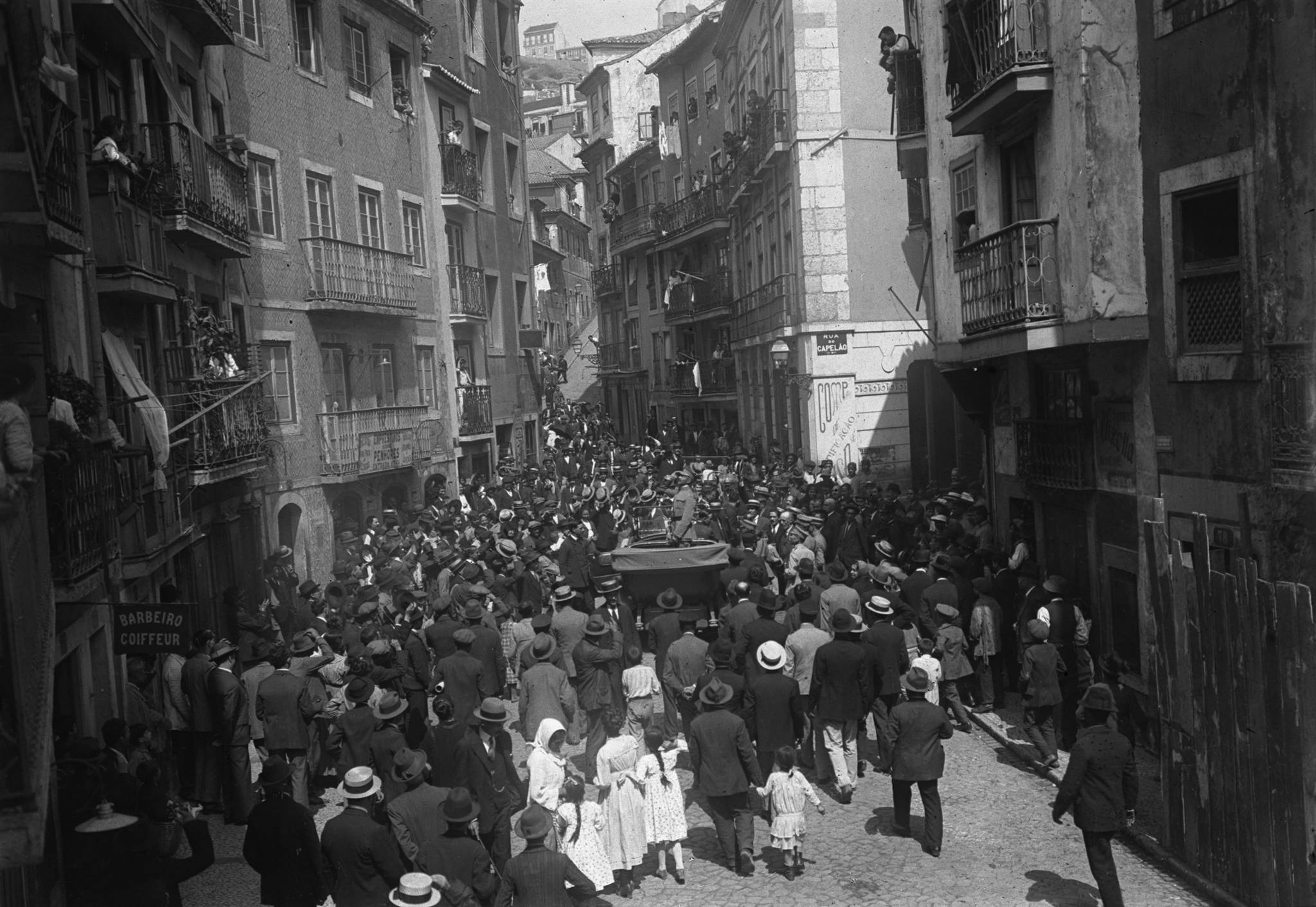
5 décembre : coup d’État de Sidónio Pais au Portugal.

- 5-8 décembre : coup d’État de Sidónio Pais au Portugal. Début de la « République nouvelle »[123]. Exil du président Bernardino Machado. Le parti germanophile, représenté par la droite monarchiste, triomphe. Le corps expéditionnaire en France est abandonné par le gouvernement. Sidónio Pais se fait élire président de la république au suffrage universel direct en 1918. Violente répression des opposants au régime (emprisonnements, exils). Les congrégations sont rétablies.
- 6 décembre : indépendance de la Finlande[124].
- 9 décembre : armistice de Focşani entre l’Allemagne et la Roumanie[125].
- 11 décembre : proclamation d’un État lituanien placé sous la protection de l’empire allemand par la Taryba[126].
- 15 décembre : les Allemands et les Bolcheviks signent un armistice à Brest-Litovsk[120].
- 31 décembre : le Sovnarkom reconnaît l’indépendance de la Finlande[127].

#### Russie

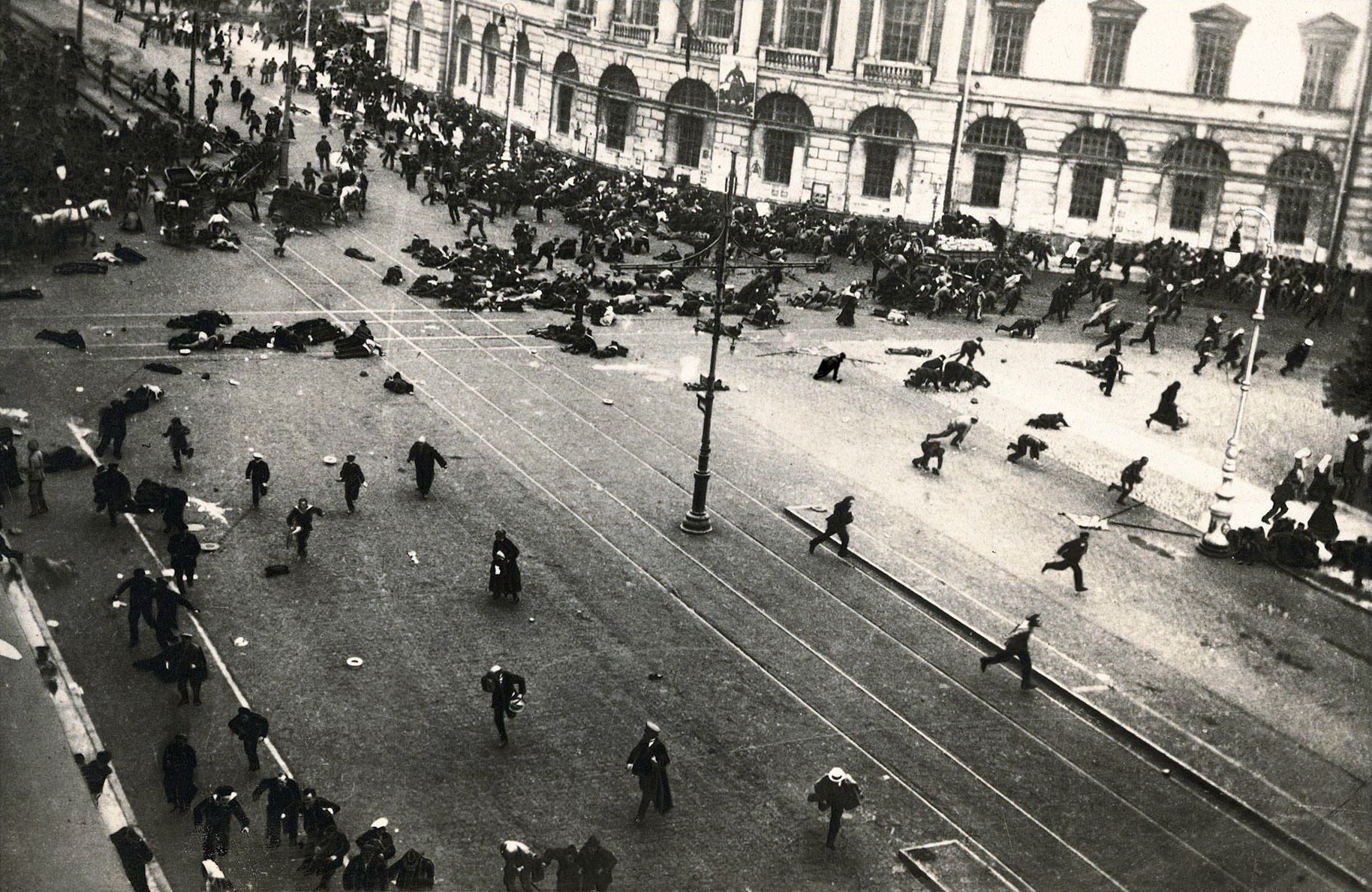
Journées de juillet

- 5 mars (20 février du calendrier julien) : la mise en place de cartes de rationnement à Moscou et à Petrograd et le licenciement de milliers d’ouvriers de l’usine d’armement Poutilov entraîne des mouvements de grèves dans la capitale à l’appel des mencheviks et des bolcheviks[128].
- 8 mars (23 février du calendrier julien) : une manifestation à Petrograd à l’occasion de la Journée internationale des femmes prend un caractère politique. Début de la révolution de Février (fin le 15 mars)[128].
- 9-11 mars : insurrection à Petrograd : les soldats fraternisent avec les ouvriers. Des centaines d’arrestations sont effectuées dans la nuit du 10 mars[128].
- 12 mars :
  - mutineries dans l’armée russe[128].
  - création du soviet de Petrograd[66].
- 15 mars : abdication du tsar Nicolas II de Russie à Pskov. Le pouvoir passe aux mains d’un gouvernement provisoire à tendance libérale constitué par des membres influents de la Douma et présidé par le prince Lvov. Son autorité est limitée à Petrograd par le soviet (conseil) des députés, des ouvriers et soldats, ce qui crée une situation de double pouvoir[128].
- 22 mars (9 mars du calendrier julien) : création du comité spécial de Transcaucasie (Ozakom)[129], remplacé le 11/28 novembre par une assemblée transcaucasienne[130].
- 27 mars (14 mars du calendrier julien) : le soviet de Petrograd lance un appel à la paix et aux négociations avec « les ouvriers des pays ennemis »[8].

- 17 avril : retour en Russie de Lénine[90] ; il énonce ses « thèses d’avril »[128]. Il affirme que l’Europe entière est à la veille d’une révolution socialiste et que les marxistes doivent renverser le gouvernement provisoire. Il présente son programme aux membres bolcheviques du Congrès panrusse des Soviets : armement du peuple, confiscation et nationalisation des domaines fonciers, création d’une internationale révolutionnaire et instauration d’une république des soviets de députés ouvriers et paysans.

- 7-12 mai[131] (24-29 avril du calendrier julien) : la conférence des organisations bolcheviques de Petrograd adopte les « thèses d’avril » de Lénine[132]. Un Comité central est créé (Lénine, Zinoviev, Kamenev et Staline).
- 18 mai :
  - Trotsky arrive à Petrograd[133].
  - le prince Lvov forme un second gouvernement provisoire[131] à la suite de la démission de Milioukov, de Goutchkov et de Kornilov. Kerenski est ministre de la Guerre.

- 16 - 7 juillet (3-24 juin du calendrier julien) : 1er Congrès panrusse des Soviets[131].

- 16 - 20 juillet (3-7 juillet du calendrier julien) : lors des journées de juillet, 500 000 personnes manifestent à Petrograd à l’appel du Congrès panrusse des Soviets[128].
- 21 juillet : Kerenski succède à Lvov à la tête du gouvernement provisoire[133]. Il prend des mesures répressives contre manifestants et bolcheviks : Trotsky est arrêté le 5 août[134]. Lénine s’enfuit en Finlande.

- Août : dans L'État et la Révolution, Lénine pose les premiers jalons de la théorie bolchevique de l’État[135].

- 9 septembre (27 août du calendrier julien) : le général Kornilov, commandant en chef, tente un coup d’État. Il marche sur la capitale mais ses troupes l’abandonnent. Plusieurs généraux sont destitués et arrêtés à la suite de ce qui est appelé « l’affaire Kornilov »[128].
- 14 septembre (1er septembre du calendrier julien) : Alexandre Kerenski proclame la République[136].
- 25 septembre : le Parti bolchevique prend le contrôle du Soviet de Petrograd (Trotsky, président ) et de Moscou[137].
- 25-27 septembre : de Finlande, Lénine lance un appel à l’insurrection aux bolcheviks pour qu’ils s’emparent du pouvoir par la force[138].
- 27 septembre (14 septembre du calendrier julien) : ouverture de la Conférence démocratique à Petrograd (fin le 5 octobre)[139].

- Entre le 5 et le 20 octobre (22 septembre et 7 octobre du calendrier julien) : Lénine gagne Petrograd[140]. En octobre, le Parti bolchevique obtient la majorité au IIe Congrès panrusse des Soviets[128].
- 23 octobre (10 octobre du calendrier julien) : le Comité central vote en faveur de l’insurrection. Un bureau politique est élu (Lénine, Zinoviev, Kamenev, Trotsky, Staline, Sokolnikov, Boubnov)[141].

- 29 octobre (16 octobre du calendrier julien) : création du Comité militaire révolutionnaire du Soviet de Petrograd[142].

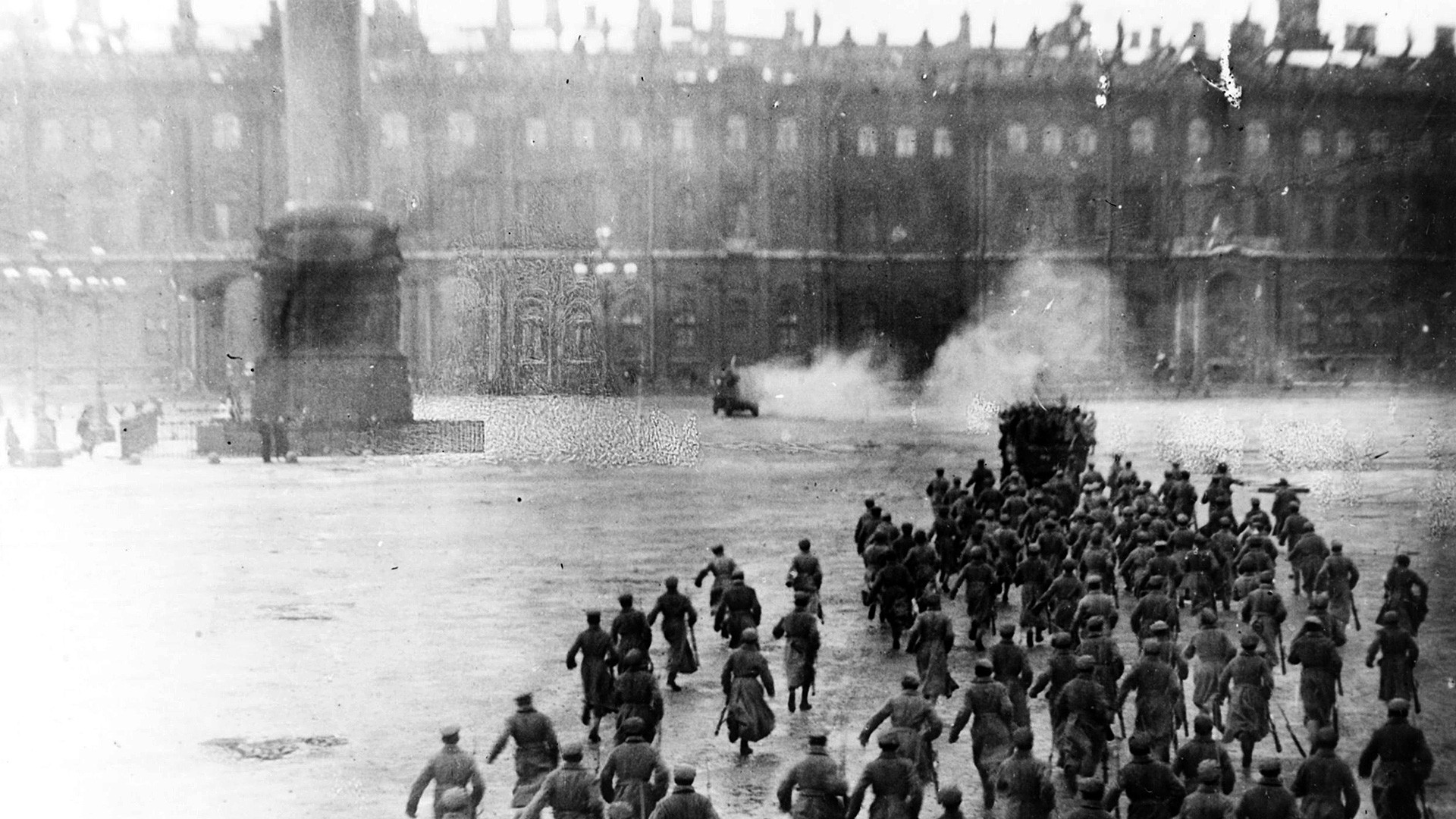
7 novembre : révolution d’Octobre. Invasion du Palais d’Hiver

- 6 - 7 novembre (nuit du 24 au 25 octobre selon le calendrier julien) : début de la révolution d’Octobre[90]. Insurrection organisée par Trotsky : au Congrès panrusse des Soviets, proclamation du transfert de pouvoir dans toute la Russie aux soviets des délégués ouvriers et paysans. Le Palais d’Hiver tombe aux mains des insurgés pendant la nuit.
- 8 novembre : le Congrès panrusse des Soviets adopte les décrets sur la terre aux paysans et sur la paix sans annexion ni indemnités. Création du gouvernement bolchevique, le Conseil des commissaires du peuple. Lénine devient président du Sovnarkom tandis que les Affaires étrangères sont confiées à Trotsky[143].
- 20 novembre : proclamation de la République populaire ukrainienne (fin en 1921). Simon Petlioura la dirige depuis Kiev. Le 25 décembre, une république soviétique d’Ukraine, soutenue par les bolcheviks est proclamée à Kharkiv[144].

- 25 novembre : élection de l’Assemblée constituante[145] (419 sièges pour les socialistes révolutionnaires, 168 pour les bolcheviks).
- 26 novembre : cessez-le-feu[120].

- 18 décembre (5 décembre du calendrier julien) : armistice d’Erzindjan avec les Turcs[60].
- 20 décembre : création de la Tchéka, police secrète soviétique, sous l’autorité de Félix Dzerjinski[146].
- 22 décembre : début des négociations de paix à Brest-Litovsk avec les Empires centraux[147].

## Décès en 1917

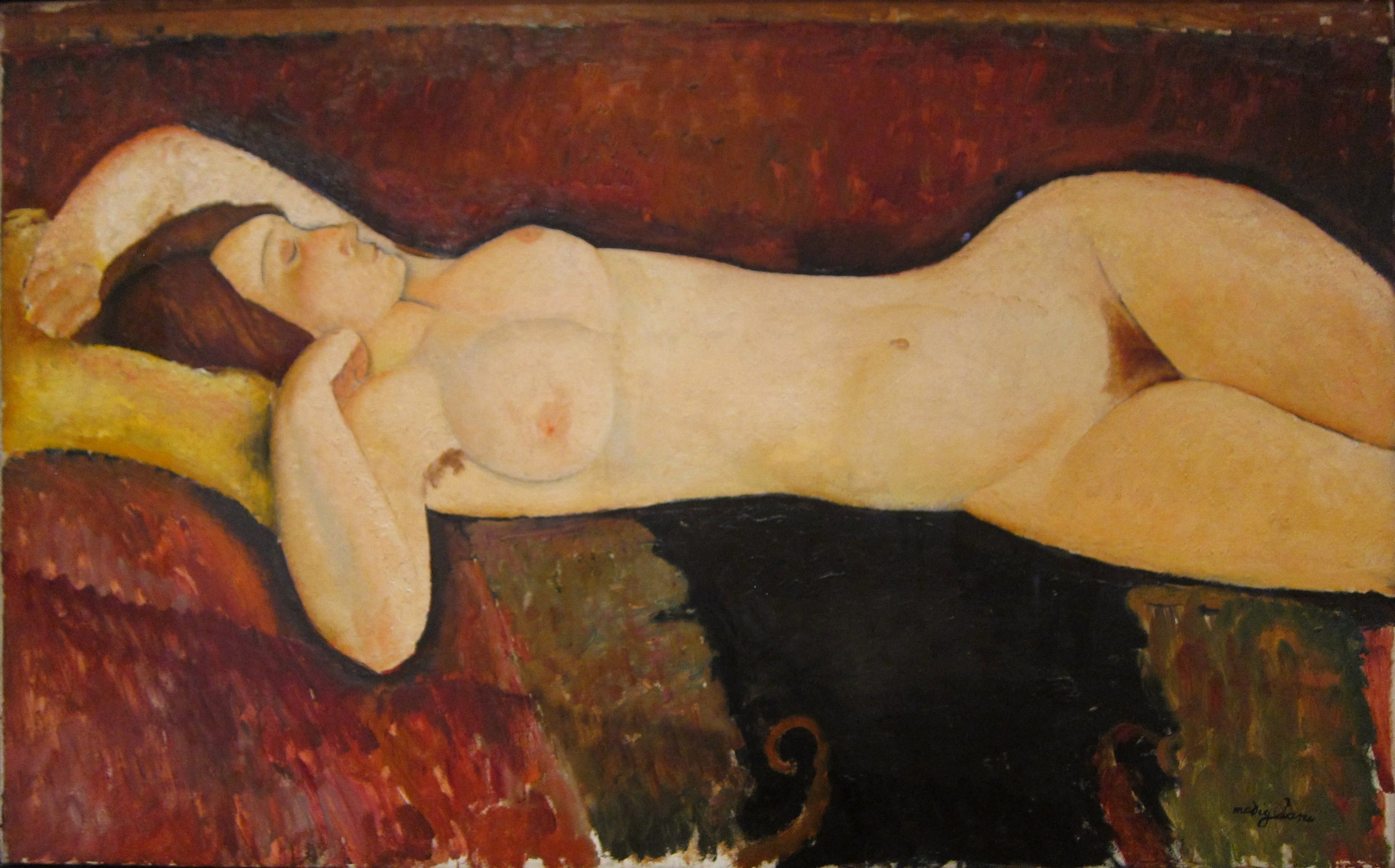
Le Grand Nu, d'Amedeo Modigliani.La peinture en 1917 sur Commons